# 萊克伍德克拉布 (密歇根州)
萊克伍德克拉布（英語：Lakewood Club）是位於美國密歇根州馬斯基根縣多爾頓鎮區的一個普查規定居民點。

## 人口
根據2020年美國人口普查的數據，萊克伍德克拉布的面積為5.36平方千米，當中陸地面積為4.96平方千米，而水域面積為0.40平方千米。當地共有人口1340人，而人口密度為每平方千米250人。